# 张然 (足球运动员)
张然（1977年2月15日—），是中国已退役的足球运动员，目前他是乙级联赛天津松江的助理教练。
张然曾是健力宝青年队的队长，回国后入选了中国国奥队，但是2002年初却被八一队挂牌，而原本约定加盟的陕西国力在摘牌会前一天通知他将取消转会，致使25岁的张然几乎退役。好在几个月后的二次转会期间，张然被大连实德签下，不过很快被转让到了同为实德系的珠海安平。
张然此后随球队升入中超，并迁移到上海。2007年初，已经改名为联城的俱乐部与上海申花合并，张然于此时转会厦门蓝狮。但是2007赛季结束后，厦门降级、解散，张然也就此退役。
退役后张然出任天津松江的助理教练，辅助主教练前健力宝和上海联城的队友张效瑞。